# Parafia św. Jana Chrzciciela w Czerwonej
Parafia św. Jana Chrzciciela w Czerwonej – jedna z 10 parafii dekanatu iłżeckiego diecezji radomskiej. 

## Historia
Kaplica drewniana została tu wybudowana w 1931. Początkowo Msze święte sprawował co drugą niedzielę ksiądz z Wielgiego. Kaplica ta została poświęcona 10 kwietnia 1932 pw. Narodzenia NMP i św. Jana Chrzciciela. Parafię, z wydzielonych wiosek parafii Wielgie, erygował 12 maja 1933 bp. Włodzimierz Jasiński. Rozbudowę kontynuowali księża Karol Słapczyński i Jan Zwolski do 1939. Na planie starego kościoła powstał w latach 1980 - 1982 obecny kościół według własnego projektu ks. Erwina Burskiego. W 1983 kościół konsekrował bp. Edward Materski. Jest to budowla murowana i jednonawowa.

## Terytorium
- Do parafii należą: Antoniów, Bielany, Czerwona, Marianów, Osinki, Pasieki, Podgórze[1].

## Proboszczowie
- 1943 - 1951 - ks. Stanisław Szerszeń
- 1951 - 1960 - ks. Jan Moskal
- 1960 - 1970 - ks. Jan Zbigniew Albert
- 1970 - 1979 - ks. Jan Kruzel
- 1979 - 1983 - ks. Erwin Burski
- 1983 - 1991 - ks. Eugeniusz Siedlecki
- 1991 - 2000 - ks. Kazimierz Bąbka
- 2000 - 2011 - ks. Józef Dujko
- 2011 - 2016 - ks. Mirosław Wożniak
- 2016 - nadal - ks. Leszek Domagała